# ディレ・ダワ
座標: 北緯9度36分 東経41度52分 / 北緯9.600度 東経41.867度
ディレ・ダワ（以下、ディレダワ（アムハラ語：ድሬ ዳዋ、英語：Dire Dawa））は、エチオピア東部の都市。
エチオピア第2の都市であり、一都市で独立した自治区を形成している。
2023年の推計人口は55万1000人。
ジブチ・エチオピア鉄道により首都アディスアベバやジブチ共和国の港湾都市ジブチ市と結ばれている。
ほど近い場所に世界遺産でもある古都ハラールがあり、同市へのアクセスの拠点ともなっている。

## 歴史
アディスアベバ・ジブチ鉄道がメネリク2世によって計画された際、鉄道はハラールを通過するはずであったが、工事費縮減のため、ルートを変更し、ハラールは鉄道路線から外れてしまった。そのため、ハラールに最も近い鉄道上に新都市を建設することとなり、1902年、計画都市ディレダワの町が建設された。ディレダワは建設後すぐに急成長を遂げ、1903年には10000人、1905年には推計で40000人が生活するようになり、ガラス工場などの新しい産業も興った。

## 気候
| ディレ・ダワの気候       | ディレ・ダワの気候 | ディレ・ダワの気候 | ディレ・ダワの気候 | ディレ・ダワの気候 | ディレ・ダワの気候 | ディレ・ダワの気候 | ディレ・ダワの気候 | ディレ・ダワの気候 | ディレ・ダワの気候 | ディレ・ダワの気候 | ディレ・ダワの気候 | ディレ・ダワの気候 | ディレ・ダワの気候 |
| 月                       | 1月                | 2月                | 3月                | 4月                | 5月                | 6月                | 7月                | 8月                | 9月                | 10月               | 11月               | 12月               | 年                 |
| ------------------------ | ------------------ | ------------------ | ------------------ | ------------------ | ------------------ | ------------------ | ------------------ | ------------------ | ------------------ | ------------------ | ------------------ | ------------------ | ------------------ |
| 平均最高気温 °C （°F）   | 27.2 (81)          | 28.0 (82.4)        | 30.0 (86)          | 29.0 (84.2)        | 31.0 (87.8)        | 33.5 (92.3)        | 32.0 (89.6)        | 31.0 (87.8)        | 29.9 (85.8)        | 28.5 (83.3)        | 27.5 (81.5)        | 27.0 (80.6)        | 29.55 (85.19)      |
| 日平均気温 °C （°F）     | 22.1 (71.8)        | 23.1 (73.6)        | 25.7 (78.3)        | 26.2 (79.2)        | 27.6 (81.7)        | 28.4 (83.1)        | 27.10 (80.78)      | 26.1 (79)          | 26.5 (79.7)        | 25.7 (78.3)        | 22.9 (73.2)        | 21.5 (70.7)        | 25.24 (77.448)     |
| 平均最低気温 °C （°F）   | 14.0 (57.2)        | 15.5 (59.9)        | 16.3 (61.3)        | 20.0 (68)          | 21.3 (70.3)        | 22.4 (72.3)        | 20.6 (69.1)        | 20.1 (68.2)        | 20.5 (68.9)        | 19.5 (67.1)        | 15.7 (60.3)        | 15.0 (59)          | 18.41 (65.13)      |
| 雨量 mm （inch）         | 15 (0.59)          | 33 (1.3)           | 67 (2.64)          | 103 (4.06)         | 55 (2.17)          | 20 (0.79)          | 80 (3.15)          | 117 (4.61)         | 60 (2.36)          | 19 (0.75)          | 17 (0.67)          | 8 (0.31)           | 594 (23.4)         |
| % 湿度                   | 43.9               | 49.8               | 45.0               | 47.0               | 39.3               | 37.6               | 41.4               | 45.1               | 39.7               | 31.3               | 39.1               | 42.6               | 41.82              |
| 出典：Levoyageur Weather |                    |                    |                    |                    |                    |                    |                    |                    |                    |                    |                    |                    |                    |

## 住民
民族構成は、オロモ人48%、アムハラ人27.7%、ソマリ人13.9%などとなっている。
ソマリ州とオロモ州の境界線上にあることから両民族の割合が多いが、首都と直接結ぶ交通の要衝であり主要都市でもあることから、エチオピア建国以来の主流派民族であったアムハラ人の割合もかなり高くなっている。

## 人口
- 1984年5月9日：9万8104人
- 1994年10月11日：16万4851人
- 2007年5月28日：23万3224人
- 2015年7月1日：27万7000人[5]
- 2023年7月：55万1000人[2]

## 経済
ジブチ・エチオピア鉄道の本部があり、交通の要衝となっている。周辺のコーヒーや畜産物の集散地ともなっている。

## 教育
1954年創立のアレマヤ大学 (Haramaya University) が市街から40km離れたところにある。